# European-led Maritime Awareness in the Strait of Hormuz
A Conscientização Marítima no Estreito de Ormuz, liderada pela Europa, também conhecida como European-led Maritime Awareness in the Strait of Hormuz (EMASoH), é uma iniciativa militar multinacional apoiada por nove países europeus e estruturada sob uma “coalizão de vontade” formato que atua independentemente da União Europeia. No âmbito do EMASoH, uma nova operação a operação apelidada de AGENOR foi iniciada em 2020, para aumentar a segurança marítima na região. AGENOR's a sede operacional está localizada na Base Naval Francesa (Base Navale Française) nos Estados Árabes Emirates desde 2020.

## Fundo
O Estreito de Ormuz é um ponto de estrangulamento estratégico que liga o Golfo ao Oceano Índico. Ao norte está o Irã e para ao sul estão os Emirados Árabes Unidos e Musandam, um enclave de Omã. No estreito encontram-se várias ilhas: Hormuz, a ilha de onde este traço leva o seu nome, Kish, Qishm, Abu Musa e os Grandes e Pequenos Tunnbs. Estas ilhas têm uma posição estratégica importante. O Estreito tem cerca de 21 milhas náuticas (39 quilômetros) de largura em seu ponto mais estreito, onde o tráfego marítimo é dividido em duas rotas, cada uma com 2 milhas náuticas de largura. A rota oeste que vai para o Golfo passa por as águas territoriais do Irã e a rota leste que sai do Golfo passa pelas águas territoriais de Omã. Há um buffer de 2 milhas náuticas entre a rota leste e oeste para evitar colisões. O estreito é profundo suficiente para os maiores petroleiros.

### Contexto econômico
O Estreito de Ormuz é uma importante rota para o petróleo. Em 2011, os petroleiros transportaram 17 milhões de barris de óleo por dia através do estreito. No ano anterior ainda era de 15 a 16 milhões de barris. Esses valores correspondem a cerca de 35% de todo o petróleo transportado por petroleiros e cerca de 20% de todo o petróleo bruto comercializado no mundo todo. O petróleo vem do Irã, Iraque, Kuwait e Arábia Saudita. Em 2018, foram 20,7 milhões de barris enviados pelo estreito. Fechar o Estreito de Ormuz teria enormes consequências para o abastecimento de petróleo no mundo todo.

### História
Em junho de 2019, dois petroleiros foram atacados perto do Estreito, um dos quais pegou fogo. Os 44 tripulantes do Kokuka Courageous e Front Altair foram resgatados por um navio iraniano. No início daquele ano, quatro outros petroleiros também foram atacados na costa dos Emirados Árabes Unidos. A causa exata dos incidentes ainda é indefinida. A Boskalis, uma empresa holandesa líder global de dragagem e prestadora de serviços marítimos, foi nomeada para salvar os dois navios-tanque danificados. Em julho de 2019, o Stena Impero, petroleiro britânico, foi apreendido no Estreito e outro navio foi detido e depois libertado. Durante 2020 e 2021, outros petroleiros foram capturados ou atacados no Estreito de Ormuz. 
A insegurança e a instabilidade crescentes foram testemunhadas em toda a região do Golfo e, em particular, na Estreito de Ormuz em 2019, com múltiplos incidentes marítimos e não marítimos como resultado do crescimento regional tensões. Devido à situação volátil na região do Golfo e no Estreito de Ormuz e para diminuir as tensões, os governos da Bélgica, Dinamarca, França, Alemanha, Grécia, Itália, Holanda e Portugal estabeleceram a missão Marítima EMASoH em 20 de janeiro, 2020.  Desde setembro de 2021, A Noruega participa do EMASoH como o nono estado europeu.
Em plena conformidade com a Convenção das Nações Unidas sobre o Direito do Mar (UNCLOS), a missão contribui aos trânsitos seguros pelo Estreito de Ormuz com base no princípio da liberdade de navegação.

## A missão
EMASoH é uma iniciativa política e diplomática construída para fornecer concretamente capacidades de vigilância aprimoradas na região do Golfo, Estreito de Ormuz e Golfo de Omã para manter a consciência situacional marítima e tranquilizar os operadores de navios mercantes a fim de promover a liberdade de navegação. A EMASoH consiste na via diplomática e via militar, denominada Operação AGENOR. A Operação AGENOR é uma missão militar que emprega meios de superfície e aéreos fornecidos voluntariamente pelos estados participantes do EMASoH. A operação enfatiza a unidade europeia com uma postura neutra, focada na desescalada e na contribuição para a segurança transitar pela área. EMASoH pretende aliviar tensões e contribuir para uma navegação segura meio Ambiente. Pretende restabelecer a confiança e a segurança, a fim de tranquilizar o comércio civil operadores marítimos.
Com recursos de superfície e aéreos, monitora o ambiente estabelecendo uma navegação marítima própria e imparcial. Consciência Situacional que lhe permite informar e tranquilizar a navegação mercante na área de atuação. Atualmente, sete estados europeus fornecem apoio militar à Operação AGENOR com pessoal e ativos, enquanto a Alemanha e Portugal apenas dão apoio político à via diplomática da EMASoH.

### AGENOR - A pista militar da EMASoH
A Sede da Força AGENOR (FHQ) está localizada nos Emirados Árabes Unidos e pode ser acionada quando necessário. A parceria com os Emirados Árabes Unidos permite que a EMASoH esteja na frente e monitore com precisão a situação de segurança geral em prol da estabilidade regional. No nível operacional, a Operação AGENOR é liderado por um comandante de operação francês através de sua sede operacional (OHQ). A operação atual o comandante é o contra-almirante francês Emmanuel Slaars. No nível tático, existe uma Força Tarefa chamada CTF 474 (acima mencionada AGENOR), atualmente liderada por um Comandante da Força Italiana, Contra-Almirante Stefano Costantino.
A operação AGENOR normalmente se vale de meios navais de superfície (geralmente duas fragatas) em conjunto com aeronaves, ativos como aeronaves de patrulha marítima. Essas unidades operam sob controle direto ou associado apoio, suporte. Neste último caso, os ativos também teriam outras tarefas primárias a serem executadas na área. Militares ativos fornecem Consciência Situacional Marítima na área de operação e realizam tarefas de tranquilização em favor dos navios mercantes nas imediações, realizando chamadas de tranquilização e acompanhamentos através do Estreito de Ormuz. 
Operadores marítimos comerciais podem reportar o seu envio na área de operação à EMASoH “Área de Relatório Voluntário” (VRA).
| Período                                       | Comandantes                         | Terra     |
| --------------------------------------------- | ----------------------------------- | --------- |
| 20 de janeiro de 2020 - 20 de maio 2020       | Contra-almirante Eric Janicot       | França    |
| 20 de maio de 2020 – 1 de setembro de 2020    | Capitão Ludivic Poitou              | França    |
| 1 de setembro de 2020 – 13 de janeiro de 2020 | Capitão Christophe Cluzel           | França    |
| 13 de janeiro de 2021 – 17 de abril de 2021   | Comodoro Carsten Fjord-Larsen       | Dinamarca |
| 17 de abril de 2021 – 15 de julho de 2021     | Comodoro Anders Friis               | Dinamarca |
| 15 de julho de 2021 – 9 de janeiro de 2022    | Capitão Bruno de Vericourt          | França    |
| 9 de janeiro de 2022 - 1 de março de 2022     | Capitão Nicolas du Chene            | França    |
| 1 de março de 2022 – 6 de julho de 2022       | Contra-almirante Tanguy Botman      | Bélgica   |
| 6 de julho de 2022 – 27 de janeiro de 2023    | Contra-almirante Stefano Costantino | Itália    |
| 27 de janeiro de 2023 - 9 de junio de 2023    | Contra-almirante Renaud Flamant     | Bélgica   |
| 9 de junio de 2023 - 7 de dezembro de 2023    | Contra-almirante Mauro Panebianco   | Itália    |
| 7 de dezembro de 2023 - 8 de março de 2024    | Contra-almirante Hans Huygens       | Bélgica   |
| 8 de março de 2024 - actualmente              | Contra-almirante Gilles Colmant     | Bélgica   |

### Trajeto diplomático da EMASoH
A via diplomática do EMASoH é liderada por um Representante Civil Sénior (SCR), atualmente Embaixador Dinamarquês Jakob Brix Tange. O SCR foi assinado pelo Grupo de Contato Político (PCG) e trabalha em estreita colaboração coordenação com as capitais da EMASoH. A via diplomática visa identificar formas de desescalar as tensões e promover o reforço da confiança no domínio marítimo com base num amplo diálogo regional sobre segurança.
| Período                                        | Embaixador                       | Terra            |
| ---------------------------------------------- | -------------------------------- | ---------------- |
| 17 de fevereiro de 2020 – 16 de agosto de 2020 | Jeanette Seppen                  | Os Países Baixos |
| 17 de agosto de 2020 - 31 de agosto de 2021    | Julie Elisabeth Pruzan-Jorgensen | Dinamarco        |
| 1 de setembro de 2021 – titular                | Jakob Brix Tange                 | Dinamarco        |